# Književna kritika
Književna kritika je dio znanosti o književnosti, koja osim kritike, obuhvaća i književnu teoriju i književnu povijest. Bavi se kritičkim vrednovanjem književnih djela. 